# Pulse (magazine)
Pour les articles homonymes, voir Pulse.
Pulse est un magazine d'informations mensuel et un site Web sur les premiers soins. Il est distribué gratuitement aux médecins généralistes du Royaume-Uni depuis 1960. Ses reportages sont régulièrement repris par les journaux nationaux et régionaux.

## Format
Pulse est le nom de la version imprimée du magazine. La version Web s'appelle PulseToday. Une application mobile appelée «Pulse Toolkit» fournit aux médecins généralistes des outils cliniques facilitant leurs consultations.

## Récompenses
- Magazine de l'année 2014 aux prix de la Professional Publishers Association[2];
- Innovation numérique de l'année 2015 pour l'application Pulse Toolkit lors des Medical Journalism Association Awards[3];
- Magazine d'affaires de l'année 2016 aux prix de la Professional Publishers Association[4].